# Sertularella argentina
Sertularella argentina är en nässeldjursart som beskrevs av El Beshbeeshy 1991. Sertularella argentina ingår i släktet Sertularella och familjen Sertulariidae. Inga underarter finns listade i Catalogue of Life.